# Позняков, Иван Адрианович
Ива́н Адриа́нович Позняко́в (1740 — после 1786) — офицер русской армии, генерал-майор. 

## Биография
Происходил из старинного дворянского рода, землевладелец Малоярославецкого уезда Калужской губернии, где у него в имении было 300 душ крестьян.
В 1755 году он поступил на военную службу — солдатом лейб-гвардии Семёновского полка. Уже в 1756 году был произведён в капралы, а в 1757 — в фурьеры; 31 мая 1757 года произведён в подпоручики, переведён в обсервационный корпус, в гренадерский полк; в ноябре назначен в штаб генерал-аншефа Петра Ивановича Олица адъютантом ранга подпоручика. Участвовал во всех походах Семилетней войны; 14 августа 1758 года был тяжело ранен в грудь в сражении под Цорндорфом; 15 марта 1759 года назначен адъютантом капитанского ранга в штаб генерала Олица, а 25 апреля 1763 года стал генерал-адъютантом (6-й класс Табели о рангах).
Переименованный в премьер-майоры, 25 апреля 1765 года он поступил в Новгородский пехотный полк, откуда, с производством в подполковники, 29 мая 1766 года был переведён во Второй Московский полк. В 1767 году Позняков участвовал в Комиссии для составления нового уложения, где 13 марта 1768 года, в 96-е заседание Комиссии, он подал проект исправления недостатков и злоупотреблений в судопроизводстве. Вскоре, 17 апреля 1768 года, Позняков, в силу общего права, баллотировался в Комиссию о порядке государства, но в члены её ему не удалось попасть. Тогда он снова баллотировался, но уже в Комиссию о предостережении противоречия между военными и гражданскими законами и член этой комиссии депутат князь Фёдор Щербатов выбрал Познякова себе помощником. В том же году, 25 ноября, Позняков поступил в комиссариатский штат в Москве обер-кригс-комиссаром.
По именному указу императрицы Екатерины II, данному генерал-губернатору Кашкину, Позняков находился под следствием по обвинению Евдокимом Никитичем Демидовым в присвоении недвижимого имущества полусумасшедшего брата Демидова, Алексея, с женой которого, Пелагеей Ивановной, Позняков был в связи. Явных улик против Познякова не было обнаружено, но с него взяли подписку, что в будущем он не будет вмешиваться в дела Алексея Демидова.
С 28 ноября 1775 года Позняков был назначен обер-штер-кригс-комиссаром, а 22 сентября 1778 года получил чин генерал-майора. С 1780 года И. А. Позняков стал управлять Московской обер-штер- кригс-комиссарской комиссией.
Несмотря на запрет, 26 апреля 1786 года, И. А. Позняков обвенчался со вдовой Алексея Демидова Пелагеей Ивановной, несмотря на заранее предусмотренное запрещение. За это самовольство Позняков немного поплатился: его перевели из Петербурга в Москву, где он стал жить в собственном доме на Мясницкой.

## Источник
- Позняков, Иван Адрианович // Русский биографический словарь : в 25 томах. — СПб.—М., 1896—1918.